# Jon Dough
Jon Dough (artistnamn för Chester Joseph Anuszek) född den 12 november 1962 i Pennsylvania, död den 27 augusti 2006 i Chatsworth i Kalifornien, var en amerikansk skådespelare och regissör inom pornografisk film.
Dough medverkade i över 850 filmer med början i mitten av 1980-talet. Han regisserade även själv ett sextiotal filmer i samma genre. Bland hans filmer märks The World's Luckiest Man (1997) i vilken Dough själv hade sex med 101 olika kvinnor.
Dough var gift med två kvinnliga skådespelare inom samma bransch: först (1989-1994) med Deidre Holland och därefter med Monique DeMoan. Det senare äktenskapet upplöstes i och med Doughs död genom självmord (hängning).